# Junto e Mixado
O coletivo Junto e Mixado, concebido em 2012, é atuante na Rádio UFMG Educativa FM de Belo Horizonte desde 2014 como programa de colaborador (produção independente), divulgando a cultura dos DJ’s, bem como a Black Music e demais influências oriundas da cultura Hip Hop.
O grupo, residente e atuante em áreas periféricas de Belo Horizonte, é composto pela locutora Carol Machado e os DJ’s Clever, Guimyts e Lorin que apresentam semanalmente sets ao vivo com técnicas de mixagem.
Apesar da origem radiofônica, o grupo atua também em apresentações, oficinas e eventos, promovendo a extensão do programa de rádio para os palcos, colaborando com a diversidade cultural da cidade.
A performance consiste na apresentação de sets mixados por meio da manipulação de discos de vinil em uma ação conjunta entre os DJ’s e locutores do coletivo, promovendo um campo fértil para a manifestação de danças urbanas e sociais, visto que o projeto dissemina ritmos dançantes com fortes raízes na cultura urbana da cidade.
O objetivo deste tipo de apresentação é a promoção de um ambiente musical saudável para a convivência humana, provendo um espaço diverso que incentive a dança, o lazer e a atividade física para todas as idades.
O Junto e Mixado é um programa independente transmitido pela Rádio UFMG Educativa aos domingos de 19:00 às 21:00 e que pode ser ouvido pelo rádio FM tradicional na frequência 104,5 MHz em Belo Horizonte e região metropolitana e também pela Internet pelo site www.ufmg.br/radio e aplicativos para smartphone RadiosNet e TuneIn.

## História
Os idealizadores Clever DJ e DJ Guimyts se conheceram através da programação de rádio pela Internet que administravam em Belo Horizonte/MG (Dance Mix – Rádio Tropical FM e Soul B. Boys – Rádio Web SRB).
Após meses de intensa união e trocas de experiência, surgiu a ideia de misturar, a partir de qualquer lugar, DJs e gêneros musicais através de uma transmissão via Internet. Durante esse processo, Clever DJ cria o nome "Junto e Mixado" e realiza o seu registro na Internet em 25 de maio de 2012.
Então, no dia 6 de Julho de 2012, estreia, em caráter experimental, a transmissão do Junto e Mixado via Internet, utilizando streaming de áudio e vídeo. O destaque era a exibição do vídeo em tempo real, detalhe importante para a observação da performance do DJ, além de um bate-papo on-line. Esses recursos eram acessados a partir da página www.juntoemixado.com.br, portal que hospedava também informações acerca do projeto, da cultura DJ e de música em geral.
Sobre o público alvo, era bem abrangente, praticamente todos os amantes da boa música dançante, sem discriminação. Com a diversidade cultural trazida pelos DJs que fazem parte de vários estados do Brasil, a experiência do ouvinte era bem completa e o bate-papo do projeto com um destaque especial no intercâmbio de informações.
Em 6 de setembro de 2014 estreia a programação independente do Junto e Mixado na Rádio UFMG Educativa 104,5 FM.

## 1ª Fase - Transmissão pela Web (Julho/2012 - Julho/2017)
A primeira fase do Junto e Mixado começa em 6 de julho de 2012 quando Clever DJ e DJ Guimyts reuniram DJs parceiros que comungavam do mesmo ideal para iniciarem as atividades do projeto. Nesse momento, as transmissões eram experimentais via Internet e realizadas de forma esporádicas nas segundas e terças à noite.
A performance do DJ era acompanhada pelos expectadores em tempo real por áudio e vídeo utilizando plataformas de streaming e a página contava com o "chat da amizade", um espaço on-line para bate-papo entre os DJs, entusiastas e demais usuários. Os residentes eram, além dos idealizadores Clever DJ e DJ Guimyts de Belo Horizonte, DJ Marcos Oliveira de Contagem e DJ Brown Breaks de Guarulhos.
A partir de 2013, as transmissões começaram a ser regulares nas segundas e terças à noite. A programação era baseada em uma "maratona" de DJ's residentes e convidados com foco na alternância de estilos musicais. Foram mais de 20 DJs, de várias cidades do Brasil, participando das transmissões. Nessa época aconteceu a entrada de mais um residente, o DJ Lorin, também de Belo Horizonte.
Ainda em 2013, além das transmissões, o site disponibilizava a opção de ouvir uma programação automática disponível 24h por dia com reprises aleatórias das apresentações que foram ao ar ao vivo desde o início do projeto. Nesse período havia a colaboração de formadores de opinião como o Marcelo Cruz (MG) e B. Boy Puber (SP) que escreveram artigos sobre assuntos relacionados com a Cultura DJ, a música e a dança.
A partir de 2014, o Junto e Mixado encerrou as maratonas de DJs e trouxe uma inovação na programação. As exibições começaram a ser orientadas a grupos de estilos musicais, reunidos por similaridade (influências), e executados pelos DJs residentes.
| Nome          | Estilos                               |
| ------------- | ------------------------------------- |
| Soul+Funk     | Soul, Funk 60's e 70's, Latin Music   |
| Disco Freak   | Funk, Disco 70's e 80's               |
| No Balanço    | Electro 80's, Freestyle, Miami Bass   |
| Culture Pop   | Pop, Rock, New Wave, Lounge           |
| Dance Floor   | Techno, House, Trance                 |
| Break Up      | Drum 'n' Bass, Trap, Dubstep, Electro |
| Rap and Blues | Rhythm e Blues, Rap                   |

Em 2015 houve uma atualização dos grupos de estilos musicais, com o objetivo de ampliar ainda mais a diversidade. Também aconteceu a estreia de outro residente, o DJ iO de João Pessoa.
| Nome          | Estilos                                                      |
| ------------- | ------------------------------------------------------------ |
| Soul+Funk     | Soul, Funk 60's e 70's, Latin Music, Afro Music              |
| Disco Freak   | Funk, Disco 70's e 80's                                      |
| No Balanço    | Electro 80's, Freestyle, Miami Bass                          |
| Culture Pop   | Pop, Rock, New Wave, Synthpop                                |
| Dance Floor   | House, Techno, Trance, Dancepop                              |
| Break Up      | Drum 'n' Bass, Trap, Dubstep, Electro                        |
| Rap and Blues | Rhythm e Blues, Rap                                          |
| Low Sounds    | Nujazz, Lounge, Ambient, Downtempo, Chill-out, Future Garage |

Um novo formato de programação foi implementado em 2016, desse vez orientada por segmentação de épocas, entrando no ar nas noites de segundas-feiras músicas das décadas de 60, 70 e 80 e nas terças-feiras músicas das décadas de 90, 2000 e 2010 em diante.
A partir de 10 de maio de 2016 a programação automática 24h começou a transmitir também as reprises dos programas da FM, além daquelas transmitidas pela Internet.
O DJ Smart, também de Belo Horizonte, entra para o time de colaboradores do Junto e Mixado no dia 22 de agosto de 2016.
Em 21 de novembro de 2016, as transmissões da Internet passaram a ser apenas nas segundas-feiras a partir das 20:00.
Um novo formato da programação web foi implantado a partir de 6 de fevereiro de 2017, uma programação web via Facebook com estilo livre de segunda a sexta à noite.
Em 16 de julho de 2017, ocorre o encerramento das transmissões pela web.

## Programas de parceiros (Agosto/2013 - Dezembro/2015)
Buscando promover novas formas de programação para a sociedade, o Junto e Mixado teve a iniciativa de compartilhar horários ociosos da sua infraestrutura tecnológica para hospedar programas parceiros. Foram eles:
- "Club Mix"[18], teve início em 17 de agosto de 2013 e era uma programação inspirada no mesmo programa que esteve ativo por cerca de uma década nas rádios FMs “Taquaril” e “Universo” de Belo Horizonte, comandada pelos DJs Lorin e Jean.
- "The Beat Groove”[19], teve início em 15 de junho de 2014 e era dedicado ao estilos Deep House, Nu Disco, SoulFull, Techno e vertentes. Transmissão pelo site do Junto e Mixado aos domingos de 15:00 às 18:00. Produção e mixagens por DJ Thal, Donnald DJ e DJ iO, conexão entre Belo Horizonte, Brasília e João Pessoa;
- “Vinil com Pipoca”[20], teve início em 17 de agosto de 2014 e era dedicado aos estilos Disco, Electro, Freestyle e Miami Bass. Transmissão pelo site do Junto e Mixado aos domingos de 14:00 às 15:00. Produção e mixagens por DJ Marcello DJ Mix direto de São José do Ribeiro/ SP;
- Super Punch Sessions[21], teve início em 7 de agosto de 2015 a parceria com o Super Punch Sessions[21], dos DJs paulistanos Brown Breaks, Niko e Rodz, para transmissões ao vivo em áudio e vídeo. Na oportunidade, o programa de estreia teve os convidados DJ Groovy e Magoo.

## 2ª Fase - Transmissão pelo rádio FM (Setembro/2014 - aos dias atuais)
A segunda fase do Junto e Mixado foi uma consequência natural. Movidos pelo trabalho e persistência, além da paixão pelo rádio, Clever DJ e DJ Guimyts perseguiram o ideal de criar um programa de rádio.
Então, em 2014, aproveitando que a Rádio UFMG Educativa buscava novos programas como parte das ações de comemoração dos seus 9 anos de existência, DJ Guimyts apresentou o Junto e Mixado ao então Diretor Geral da rádio, Elias Santos, que solicitou a gravação de um programa piloto para avaliação.
A partir da audição do programa piloto, aconteceu uma reunião conjunta que envolveu, entre outros profissionais da época, o vice-diretor do Centro de Comunicação da UFMG (CEDECOM), Kiko Ferreira; o Diretor Geral da rádio, Elias Santos; o Coordenador do Núcleo de Produção, Cleiber Pacífico; e o Coordenador de Operações Técnicas, Judson Porto, que aprovou o Junto e Mixado como um programa de colaborador (independente) para ser uma das novidades da programação da Rádio UFMG Educativa a partir de setembro de 2014. Outros profissionais da emissora apoiaram a construção da identidade sonora e da plástica do programa como a locutora Michele Bruck, o jornalista, produtor e locutor Breno Rodrigues, a jornalista e produtora Jaiane Souza e a jornalista de Moçambique Nilza Figo.
Portanto, em 06 de setembro de 2014, teve início o Programa Junto e Mixado no rádio FM pela Rádio UFMG Educativa 104,5 FM aos sábados de 23:00 às 01:00 com locução e sets musicais gravados.
No mesmo ano de 2014, em 29 de novembro, aconteceu a primeira transmissão AO VIVO do Junto e Mixado diretamente da Rádio UFMG Educativa (Edição Especial - Programa 13) com os Clever DJ, DJ Guimyts e os convidados DJ Brown Breaks e DJ Groovy. Participaram também o B. Boy Reyone, o B. Boy Mak, o DJ iO e a Carol Machado.
No ano seguinte, em 21 de março de 2015, a programação teve alteração de horário para 22:00 às 00:00. No mesmo ano, em julho, o Junto e Mixado recebeu a visita da Família de Rua no estúdio da Rádio UFMG Educativa para registrar imagens a fim de compor o documentário “O Som Que Vem das Ruas”, sobre a história dos DJ’s de BH.
Em setembro de 2015, o programa da FM teve outra mudança (Programa 50), sendo transmitido aos domingos de 19:00 às 21:00, sucedendo os programas Invasões Bárbaras e Portaria do Rock, dia e horário que permanece até os dias atuais.
Apesar de algumas transmissões terem sido realizadas AO VIVO a partir de agosto de 2015 (Programa 47), foi em outubro (Programa 54) que teve início as transmissões AO VIVO regulares a partir do estúdio da Rádio UFMG Educativa no Campus Pampulha da UFMG. Nesse momento, as locuções começaram a ser AO VIVO, porém os sets dos DJs continuavam gravados.
Um marco muito importante na história do Programa Junto e Mixado é o início das transmissões remotas AO VIVO realizadas a partir do estúdio nº 1 do Junto e Mixado no bairro São Salvador em Belo Horizonte. Esse fato ocorreu a partir do dia 13 de novembro de 2016 que, além das locuções AO VIVO, tivemos também a execução regular AO VIVO dos sets dos DJs em tempo real.
Se já não bastasse estar transmitindo remotamente AO VIVO de um estúdio próprio, o Junto e Mixado inova mais uma vez e em 27 de maio de 2018 foi realizado o primeiro programa com transmissão de um set ao vivo de outro estúdio remoto. Na ocasião, o Estúdio nº 2 do Junto e Mixado – Região Norte de BH, "Jack Bronx" entrou em operação e se conectava, a partir de um link de dados próprio, ao estúdio nº 1 na regão Noroeste de BH. Ato contínuo, alguns dias depois, em 3 de junho de 2018, aconteceu o primeiro programa simultâneo com locução e sets ao vivo a partir dos estúdios remotos 1 e 2 do Junto e Mixado. O ano de 2018 foi marcado por inovações. Em 23 de dezembro, aconteceu o primeiro quadro Conexão DJ ao vivo via link de dados para estúdio remoto de um DJ colaborador. Na oportunidade, entrou em operação o estúdio na cidade de Vespasiano (DJ Smart).
Em 15 de março de 2020, o colaborador DJ Marcos Oliveira sofreu um problema de saúde e precisou se desligar do programa.
Pouco mais de um ano depois das últimas inovações, em 5 de abril de 2020, aconteceu mais um marco importante para o Junto e Mixado, o primeiro programa com transmissão ao vivo e simultânea de 4 estúdios (Estúdio 1 - "SS Brooklyn", Estúdio 2 - "Jack Bronx", Estúdio Lorin - "Taquaras Queens" e Estúdio Brown - "Barulhos") com locução e sets em tempo real. Ainda em 2020, em 17 de maio, ocorreu o primeiro programa com transmissão remota ao vivo de um DJ convidado (DJ Diogo Reis) com elaboração de dois sets e conversação em tempo real.
Em 17 de abril de 2024, faleceu o DJ Brown Breaks, aos 50 anos.
| Nome                   | Estreia    | Descrição | Frequência |
| ---------------------- | ---------- | --- | ---------- |
| Set All Style          | ***        | Set que exige do DJ diversificar, misturar estilos musicais e épocas em um mesmo bloco musical.                                                                                           | Eventual   |
| Noticiário Musical     | 08/05/2016 | Quadro experimental e eventual que anunciava eventos relacionados à Cultura DJ e Hip Hop que acontecia em Belo Horizonte e região metropolitana.                                          | Extinto    |
| Set Pot-pourri         | 11/09/2016 | Set que dois ou mais DJs realizam mixagens de trechos de músicas sobre uma base percussiva. O resultado é um pot-pourri ou megamix de longa duração.                                      | Eventual   |
| Conexão DJ             | 20/09/2016 | Quadro que trouxe a participação de DJs convidados a partir de sets gravados. | Eventual   |
| Agenda Cultural        | 12/11/2017 | Substituiu o Noticiário Musical, sendo realizado de forma regular. | Extinto    |
| Invasão Junto e Mixado | ***        | Participação surpresa de um DJ convidado que realiza uma invasão na programação. | Eventual   |
| Alô dos bairros        | ***        | Momento em que são enviados abraços aos diversos bairros ouvintes do Junto e Mixado. | Extinto    |
| Recado do coração      | ***        | Momento em que são anunciadas iniciativas de colaboradores parceiros no âmbito da Cultura DJ, Hip Hop e da música em geral.                                                               | Semanal    |
| Escolha do ouvinte     | ***        | Quadro no qual o ouvinte vota em tempo real em um DJ e estilo musical para que retorne no último bloco do programa para elaborar uma sequência mixada.                                    | Eventual   |
| Garimpo do Barba       | 15/12/2024 | Pílula informativa transmitida no intervalo do programa e que trata sobre música e cultura DJ. Apresentação e produção de Bruno Pereira, vinhetas de Júlia Rhaine e edição de DJ Guimyts. | Semanal    |

## Programas especiais
Temporada Widemuzik: transmitido entre os dias 08 de setembro (edição 488) e 13 de outubro de 2024 (edição 493) com apresentações de 10 (dez) DJs formados pela Escola de DJ e Produção Musical Widemuzik. Foi uma iniciativa cultural do Programa Junto e Mixado com o objetivo de dar visibilidade a novos talentos e fortalecer a diversidade da cena DJ de Belo Horizonte e região metropolitana. Além do produtor, DJ e proprietário da Widemuzik, DJ Alex Contri, a temporada contou com sets dos(as) DJs formados/formandos da Widemuzik: Tantsi, Liron, Zayah, Skreind, Lunog, Lucian, Mateus, Shelby, Air Freq e Evandro MC. Ouça os programas dessa iniciativa no Mixcloud do Junto e Mixado.
1º Racha de Mixagem do Junto e Mixado: transmitido nos dias 24 de novembro (edição nº 499) e 1º de dezembro de 2024 (edição nº 500) em comemoração aos 500 programas do Junto e Mixado na Rádio UFMG Educativa. Iniciativa de caráter cultural que promoveu uma disputa sadia entre DJs, com a participação de entusiastas e ouvintes do programa. Os DJs defenderam a arte da mixagem no mais puro vinil perante um júri qualificado, composto por DJs que são referência em Belo Horizonte. Os competidores do racha foram: DJ Jay Bila do Rivocrew, DJ Henrique BH do Projeto World Music e DJ Leandro Maestri do Flash Night Remember. O júri foi composto pelos DJs: Alex Contri da Escola de DJs e Produção Musical Widemuzik, Jane B do Freestyle Paradise Brasil DJs e Clebin Quirino da Produto Novo Estudio Selo e do Bateu No Baile. O vencedor foi o DJ Leandro Maestri, o DJ Jay Bila terminou em segundo lugar e o DJ Henrique BH em terceiro. Ouça os programas desse Racha no Mixcloud do Junto e Mixado.

## Eventos
Confraternização de fim de ano do Junto e Mixado: aconteceu no dia 21 de dezembro de 2013, às 13:00, no espaço Casa Brasil no bairro São Salvador em Belo Horizonte com apoio da Obra Kolping MG. O Line Up do evento contou com a participação do DJ Smart, DJ Bnego, DJ Guimyts, CleverDJ, DJ Mauro Koboldt, DJ Marcos e DJ A Coisa.
Encontro de 5 anos do Junto e Mixado: aconteceu no dia 2 de dezembro 2017, de 15:00 às 20:00, no Centro Cultural Padre Eustáquio, espaço da Fundação Municipal de Cultura de Belo Horizonte destinado a planejar e executar a política cultural do município por meio da execução de programas, projetos e atividades que visem ao desenvolvimento cultural. O Line Up teve a participação de Clever DJ, DJ Guimyts, DJ Lorin, DJ Marcos Oliveira e DJ Smart. O evento teve a participação de 110 pessoas, sendo que 80 assinaram voluntariamente a lista de presença.
Festa de aniversário dos programas Hora Rap e Junto e Mixado: evento de comemoração aos 10 anos de resistência no ar pelo rádio que aconteceu dia 15 de junho de 2024, de 17:00 às 0:00, no 2 Black Beer, debaixo do Viaduto de Santa Tereza, no Centro de Belo Horizonte. O Line Up foi composto por DJ Clebin Quirino, DJ Guimyts, Clever DJ e DJ Lorin, além da participação da diva dançante Carol Machado.